# Козьмін (Нижньосілезьке воєводство)
Козьмін (пол. Koźmin, нім. Kosma) — село в Польщі, у гміні Зґожелець Зґожелецького повіту Нижньосілезького воєводства.
Населення — 183 особи (2011).
У 1975-1998 роках село належало до Єленьоґурського воєводства.

## Демографія
Демографічна структура станом на 31 березня 2011 року:
|          | Загалом | Допрацездатний вік | Працездатний вік | Постпрацездатний вік |
| -------- | ------- | ------------------ | ---------------- | -------------------- |
| Чоловіки | 90      | 16                 | 67               | 7                    |
| Жінки    | 93      | 14                 | 61               | 18                   |
| Разом    | 183     | 30                 | 128              | 25                   |

## Галерея

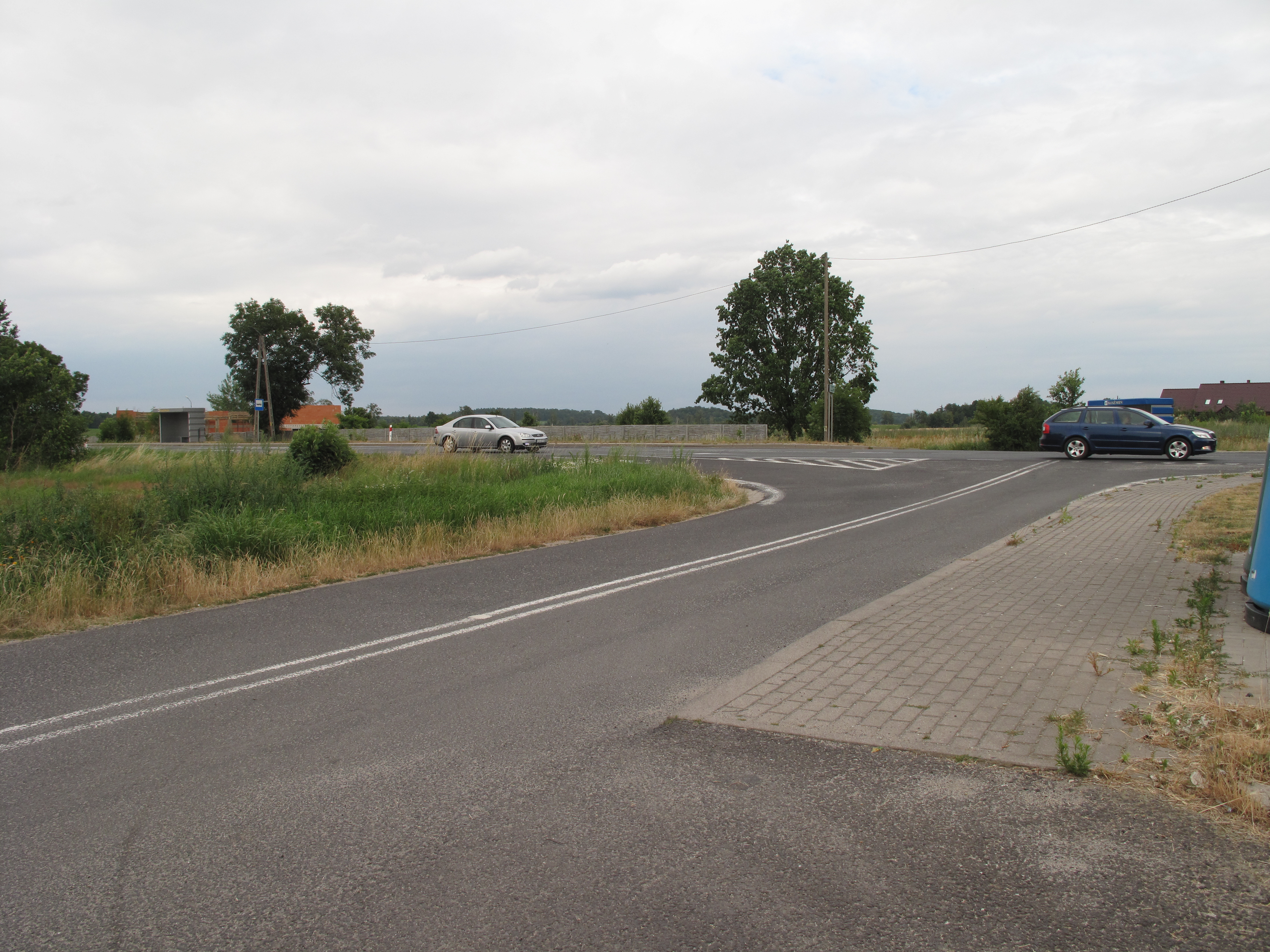
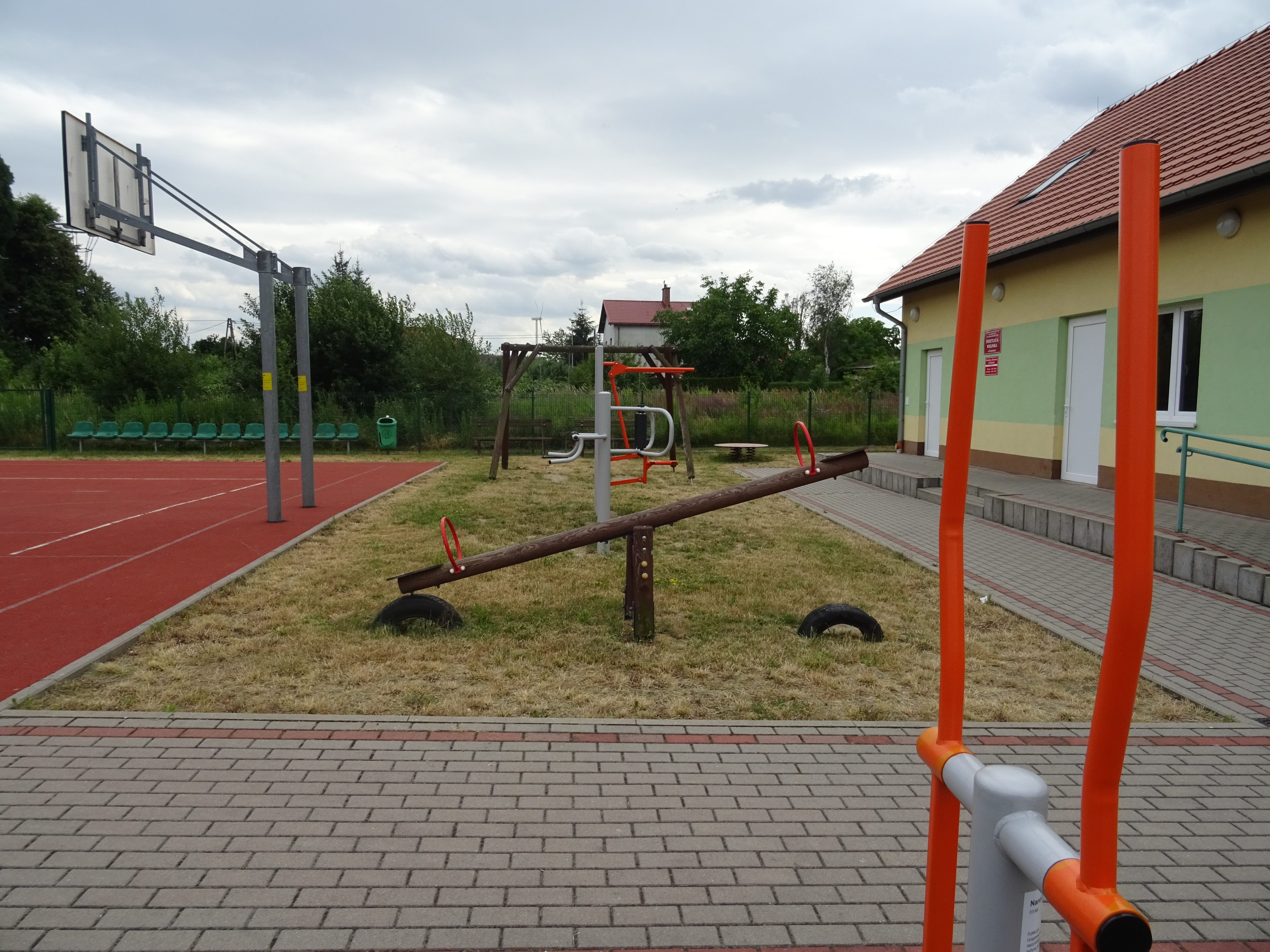
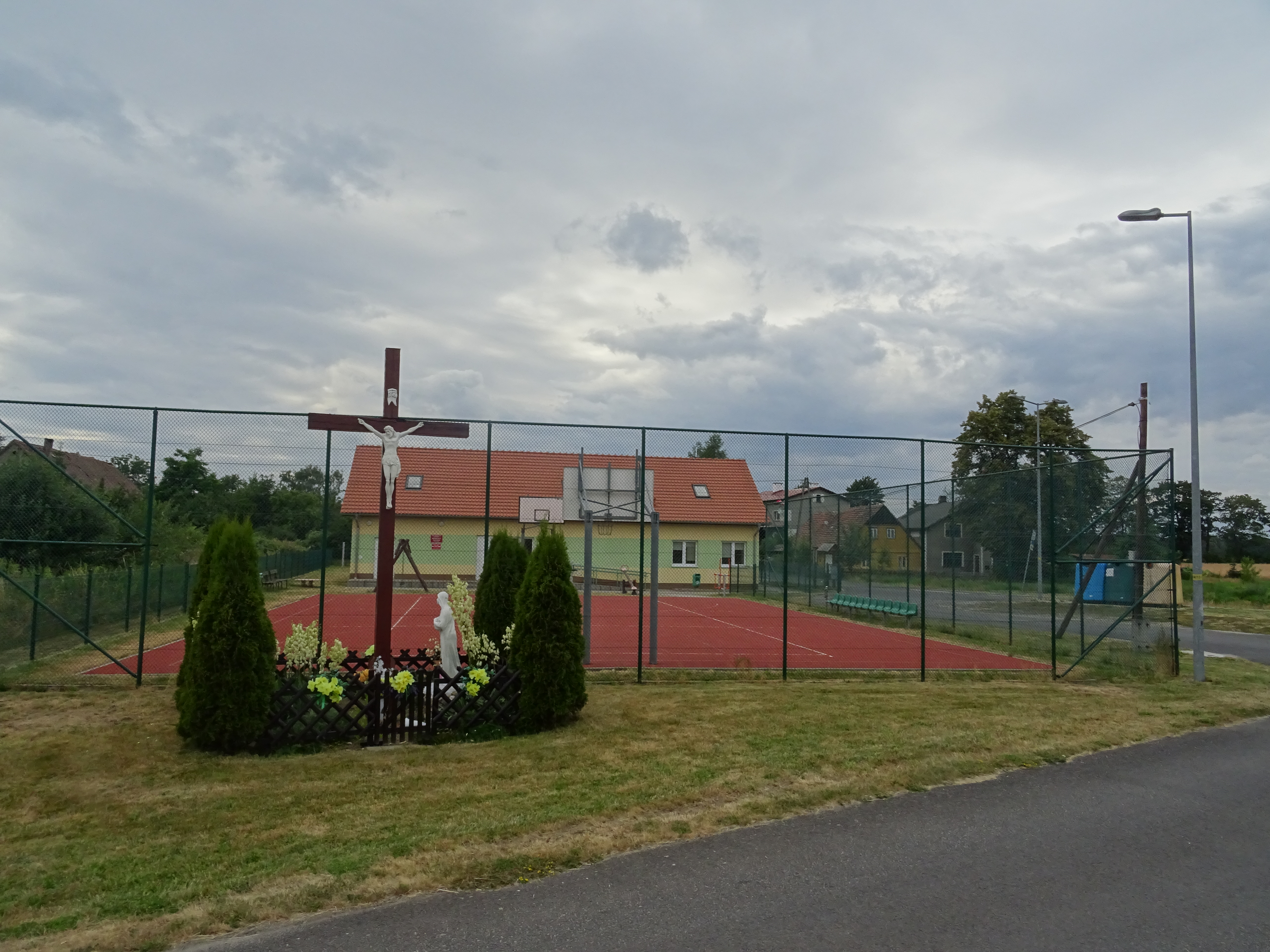
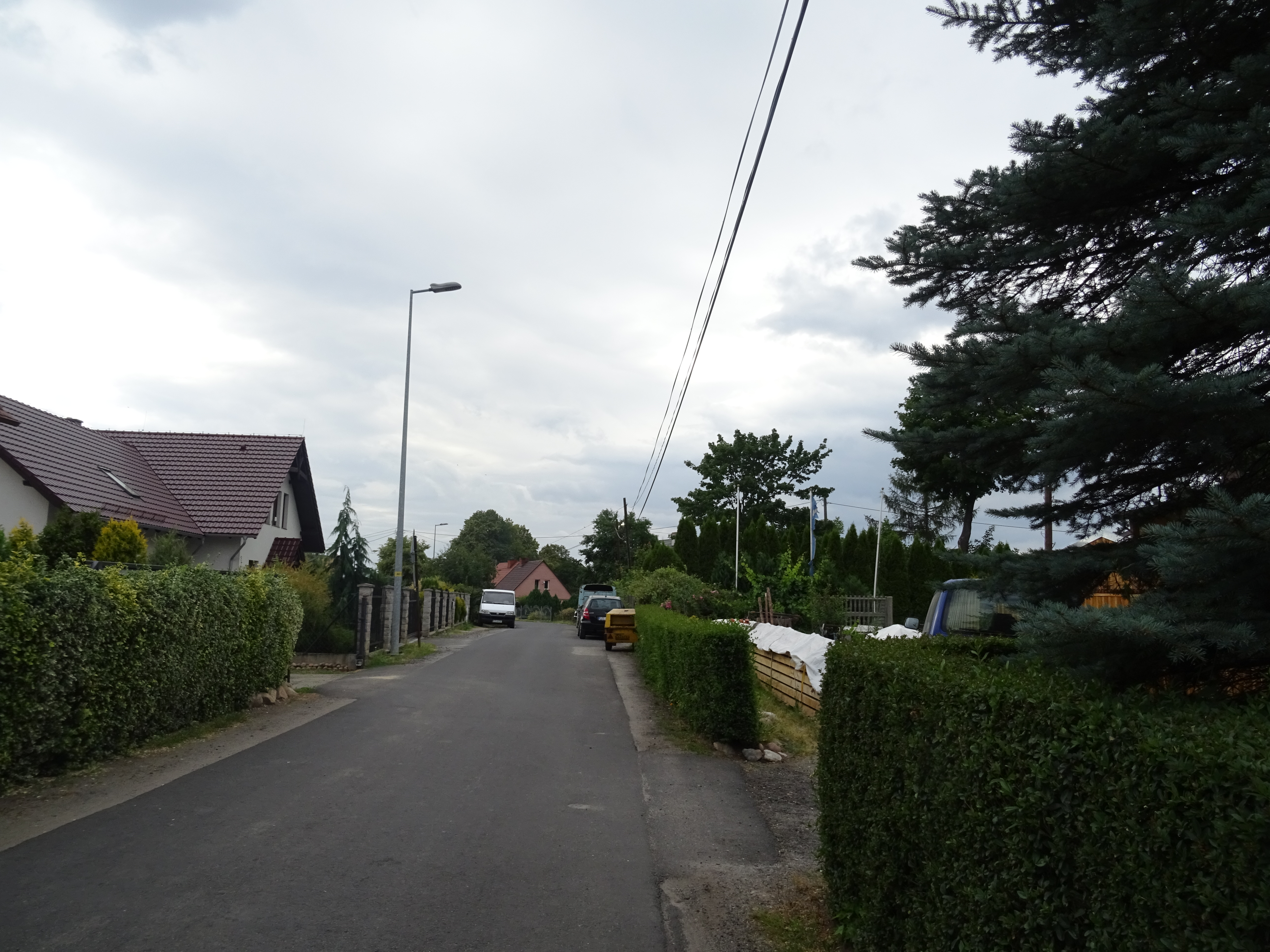